# Aedes fluviatilis
Aedes fluviatilis är en tvåvingeart som först beskrevs av Lutz 1904.  Aedes fluviatilis ingår i släktet Aedes och familjen stickmyggor. Inga underarter finns listade i Catalogue of Life.